# みちのく有料道路

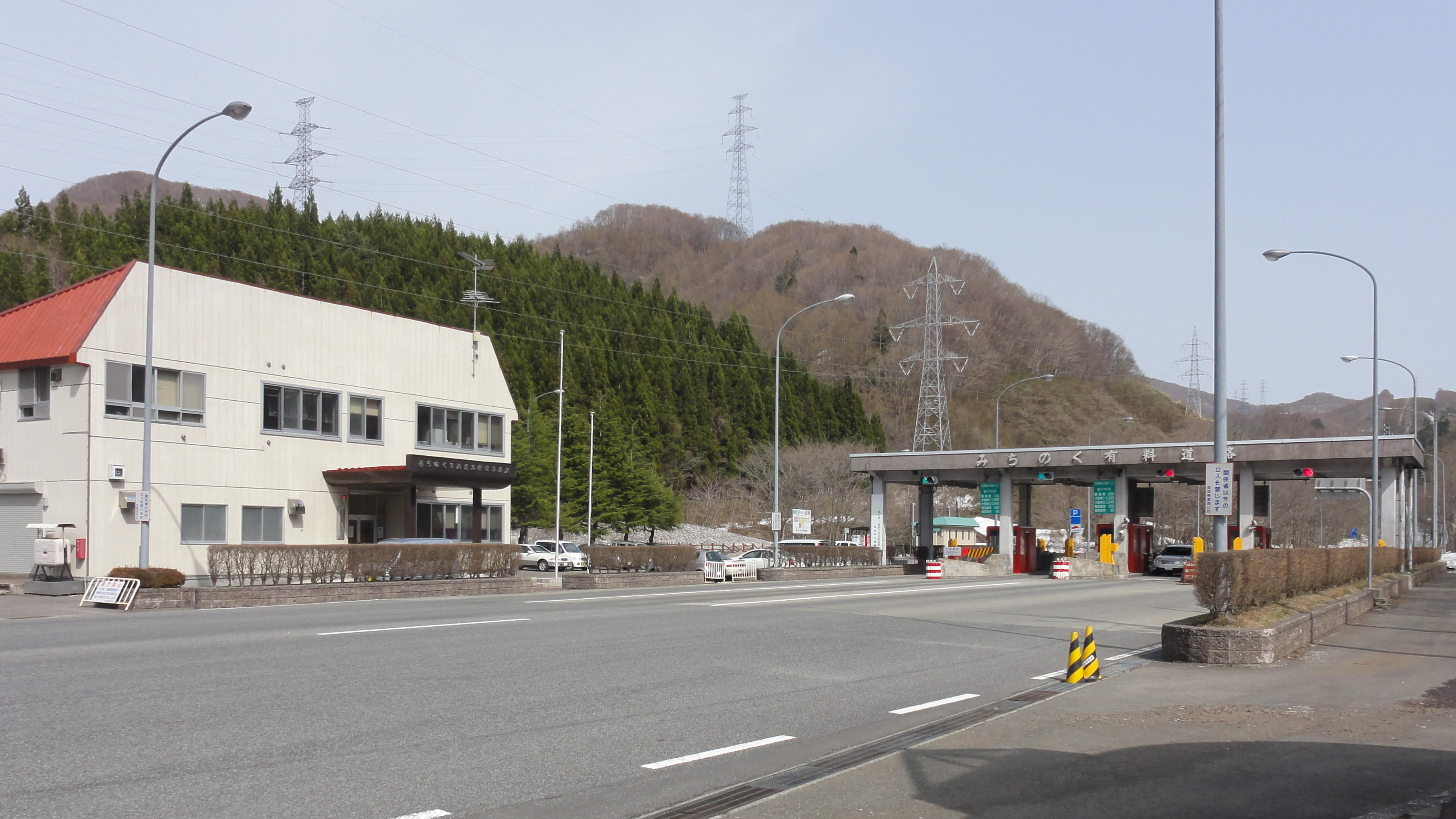
料金所付近

みちのく有料道路（みちのくゆうりょうどうろ）は、青森県青森市と青森県七戸町を結ぶ青森県道路公社が管理する一般有料道路である。全線が青森県道257号後平馬屋尻線の一部になっている。
高速道路ナンバリングでは、八戸自動車道、百石道路、第二みちのく有料道路、上北自動車道、青森自動車道とともに「E4A」が割り振られている。

## 概要
- 起点：青森県上北郡七戸町字志茂川原
- 終点：青森県青森市大字滝沢字下川原
- 総延長：21.52 km
- 車線数：2車線
- 最高速度：60 km/h（みちのくトンネル内のみ50 km/h）
- 事業費：210億円
- 料金徴収期間：1980年11月13日 - 2029年11月12日（49年間）

24時間交通量（台）
| 区間               | 天間林出入口 - 青森滝沢出入口 |
| ------------------ | ----------------------------- |
| 平成24（2012）年度 | 4,600                         |
| 平成25（2013）年度 | 4,900                         |
| 令和元（2019）年度 | 5,600                         |
| 令和5（2023）年度  | 6,800                         |

（出典：「青森県道路公社データ」（国土交通省青森河川国道事務所ホームページ）より一部データを抜粋して作成）
当道路は青森 - 八戸間を最短で結ぶ路線である｡
東北自動車道の坂梨トンネル（小坂IC - 碇ヶ関IC間）が開通する以前は、青森市と盛岡市を結ぶ路線の一つとして活用された。
青森自動車道、上北自動車道（天間林道路、上北天間林道路、上北道路）、第二みちのく有料道路、百石道路、八戸自動車道と連携し、青森・八戸間を結ぶ高速道路東北縦貫自動車道八戸線を補完する道路として機能する。ただし、本道路の前後の区間は一般道路（青森県道242号後平青森線、青森県道123号清水川滝沢野内線）であり、高規格道路としては連続していない。
一般国道自動車専用道路(A')に分類されているが、道路構造令上の区分は第3種第2級であり、高速自動車国道及び自動車専用道路に必要な第1種の道路の基準を満たしていない。

## 通行料金
2023年12月19日時点
- 通常料金
  - 普通車：860円
  - 大型車 (1)：1,320円
  - 大型車 (2)：3,080円
  - 軽自動車等：650円
  - 軽車両等：80円
- ETC料金（10％割引）
  - 普通車：770円
  - 大型車 (1)：1,180円
  - 大型車 (2)：2,770円
  - 軽自動車等：580円

障害者割引が普通車と軽自動車に適用される。
※　ETCの休日割引、深夜割引は本路線では適用されない。

## 沿革
- 1980年（昭和55年）11月13日 : 青森県道路公社が管理する有料道路として供用開始。
- 2010年（平成22年）
  - 1月19日 : 債務返済上の問題から、青森県有料道路経営改革推進会議が有料期間の19年延長を提言[6]。
  - 11月5日 : 青森県道路公社より、みちのく有料道路の料金徴収期間の延長を発表[7]。
- 2023年（令和5年）12月19日 - 15時からETCの利用開始[5]。

## インターチェンジなど
- 全区間青森県内に所在。
- 英略字は以下の項目を示す。
TB：本線料金所、TN：トンネル

| 施設名                                                                                                | 接続路線名                | 起点 から の距離 | 備考                                                                                 | 所在地        |
| --- | ------------------------- | ---------------- | ------------------------------------------------------------------------------------ | ------------- |
| E4A 上北自動車道 方面 下北半島縦貫道路（国道4号野辺地七戸道路）・県道242号後平バイパス（事業中） 方面 |                           |                  |                                                                                      |               |
| 天間林出入口                                                                                          | 県道242号後平青森線       | 0.0              | 北緯40度47分24.1秒 東経141度05分09.4秒 / 北緯40.790028度 東経141.085944度            | 上北郡 七戸町 |
| 東天間TN                                                                                              |                           |                  | 50 cc以下通行禁止                                                                    | 上北郡 七戸町 |
| 西天間TN                                                                                              |                           |                  | 50 cc以下通行禁止                                                                    | 上北郡 七戸町 |
| みちのくTN                                                                                            |                           |                  | 延長: 3,178 m 50 km/h制限、50 cc以下通行禁止                                         | 上北郡 七戸町 |
| みちのくTN                                                                                            | 青森市                    |                  | 延長: 3,178 m 50 km/h制限、50 cc以下通行禁止                                         |               |
| 駐車場                                                                                                |                           |                  | トイレ利用可能、休憩所 (みちのく憩いの家) は廃止                                     |               |
| みちのくTB                                                                                            |                           |                  | 本線料金所 北緯40度47分34.1秒 東経140度56分00.8秒 / 北緯40.792806度 東経140.933556度 |               |
| 滝沢TN                                                                                                |                           |                  | 50 cc以下通行禁止                                                                    |               |
| 青森滝沢出入口                                                                                        | 県道123号清水川滝沢野内線 | 21.52            | 北緯40度49分26.5秒 東経140度52分06.9秒 / 北緯40.824028度 東経140.868583度            |               |
| E4A 青森自動車道 方面                                                                                 |                           |                  |                                                                                      |               |

## 本道路の主な扱い
- ETCには、当初は対応してなかったが、2023年12月19日15時から運用を開始した[5][9]。当初は2022年度中に整備を完了し、東日本高速道路との調整を経て利用開始予定だった[10]が、半導体不足の影響でずれ込んだ。
- 当料金所付近にあったみちのく憩いの家は、2009年（平成21年）半ばまで高速道路のサービスエリアの様な役割をなしていた。後に軽食コーナーは終了し、無料休憩所となる。2014年（平成26年）に休憩所の建物はなくなったが、その後も駐車場および別棟のトイレは利用可能で、パーキングエリアのような役割を果たしている。
- 一部区間で青森県道242号後平青森線[11]や鍵掛林道、青乙林道、東岳林道などの林道が並行しており、みちのく有料道路の途中にもそれらへ通ずる分岐点がある。しかし、これらの並行道路は未舗装どころか通行自体困難を極める箇所もみられる。みちのく有料道路自体は軽車両（自転車など）の通行が認められており料金も設定されているものの、トンネル区間では50 cc以下の車両は通行禁止となっている。